# Gregory (The Walking Dead)
Gregory es un personaje de ficción de la serie de cómics The Walking Dead y el la serie de televisión del mismo nombre, donde es interpretado por Xander Berkeley.
En ambos medios, se presenta a Gregory como el líder cobarde de The Hilltop que se somete a Negan y la tiranía de Los Salvadores. Hartos de su subyugación forzada, la gente de la colonia Hilltop se reúne detrás de Rick Grimes y su declaración de guerra contra los salvadores, con Maggie Greene que sustituye a Gregory como su líder.

## Historia
Gregory es un miembro algo importante de Hilltop que se describe como "mantener los trenes funcionando a tiempo", aunque presenta una serie de fallas (entre ellas, golpear a las mujeres recién llegadas de Hilltop, olvidar nombres y poner él mismo ante los demás). Él es apuñalado por Ethan a cambio de la vida de Crystal, quien había sido secuestrado por Negan, pero se recupera. Al igual que sus compañeros sobrevivientes, está indefenso contra los salvadores quienes subyugan y forzan su comunidad a través de la intimidación con el objetivo de que la comunidad les otorgue suministros. Sin embargo Gregory confía en Rick para ayudarlos a deshacerse de la pandilla. Su incapacidad para gobernar se hace cada vez más evidente a lo largo de su tiempo. Al parecer, es derrocado por Maggie Greene como líder de Hilltop. Cuando Carl comienza a vivir en Hilltop y golpea a muerte a dos niños, este habla con los padres de los niños agredidos, con el obejtivo de culpar a Maggie ante este hecho y planea matar a Maggie envenenándola. Sin embargo, su plan es frustrado por Jesús que llega a tiempo para salvar a Maggie, que solicita que Gregory sea encarcelado. Después de mucha deliberación, Maggie decide que Gregory debe ser asesinado y lo deciden ejecutarlo a la horca. A pesar de las insistencias de Gregory de ser inocente en lo sucedido, este fue sentenciado a muerte por Maggie y colgado en un árbol mientras los residentes observaban la ejecución atónitos.

## Adaptación de TV

### Temporada 6
En el episodio "Knots Untie", el grupo de Rick es presentado a Gregory, el líder de la colonia Hilltop y exempresario de la Cámara de Comercio. Rick, siniestramente, dice que no debe ser el que hable con Gregory y le dice a Maggie que lleve a cabo negociaciones comerciales. Gregory inmediatamente menosprecia a Maggie y afirma que los alexandrinos tienen una gran necesidad y trata de usar su escasez de alimentos como palanca. Más tarde, Rick dice que vinieron todo este camino a buscar comida y la van a conseguir, pero Jesús pide paciencia mientras trabaja para convencer a Gregory de que sería mejor mostrar algo de buena voluntad a Alexandría y construir una relación que podría pagar en el futuro. Tres residentes de Hilltop, Ethan, Andy y Crystal, regresan y se enfrentan con enojo a Gregory. Habían sido enviados para entregar tributo a Negan, quien dijo que era "ligero" y mató a Tim y Marsha mientras mantenía como rehén al hermano de Ethan, Craig. Para el lanzamiento de Craig, Ethan entrega un mensaje de Negan al apuñalar a Gregory en el vientre hiriendolo en el acto, Rick mata a Ethan en defensa y Daryl, Michonne, Abraham y Daryl logran someterlos. Después de que Gregory se estabiliza, Jesús explica que Negan es la cabeza de un grupo llamado los salvadores. Los salvadores llegaron a Hilltop, emitiendo muchas demandas e incluso más amenazas e intimidación, lo que resultó en un acuerdo: la mitad de los suministros, cultivos y ganado de Hilltop van a los salvadores a cambio de la paz. Daryl ofrece matar a Negan, sacar a sus hijos y rescatar a Craig a cambio de comida, medicina y "una de ellas vacas". Maggie cierra el trato con Gregory, exigiendo la mitad de todo por adelantado de Hilltop.

### Temporada 7
En el episodio "Go Getters", Gregory se acerca a Maggie y Sasha e insiste en que deben irse y volver a Alexandria. Jesús trata de razonar con él, pero Gregory dice que deben irse por la mañana. Por la noche, Maggie y Sasha se despiertan con la música alta que viene de un automóvil estacionado en el interior de Hilltop, con las puertas de Hilltop abiertas. Los caminantes se sienten atraídos por la música y los múltiples incendios que se han establecido dentro de Hilltop. Gregory mira por la ventana de la casa, pero no toma medidas, mientras Maggie, Sasha y Jesús intervienen. Al día siguiente, Gregory y Jesús discuten qué hacer con Maggie y Sasha cuando aparecen algunos Salvadores. Gregory le dice a Jesús que esconda a Maggie y Sasha en el armario. Gregory abre la puerta para Simon y los otros salvadores en la colonia Hilltop. Simon le dice a Gregory que deben hablar en privado en el estudio. Gregory dijo que el mensaje de anoche se recibió alto y claro: ahora es el "Negan" de Hilltop. Simon le pregunta si hay algo más de lo que se le deba informar y Gregory se queda en silencio. Él dice que en realidad hay algo y Gregory lleva a Simon al corredor más cercano, abriendo la puerta para revelar botellas de whisky clásico, cuando Gregory quería delatar a Maggie y Sasha, Jesús aparece y lo interrumpe. Poco después, Simon le pide a Gregory que se arrodille antes de que continúen y Gregory le responde al instante. Simon le dice que está arrodillado y le da una palmadita en la cabeza como a un niño. Después de que los salvadores se van, Gregory encuentra a Sasha y Maggie en su habitación, donde se esconden en un armario. Jesús pone el pie abajo y dice que las mujeres se quedan y que sacará a Gregory del poder si no está de acuerdo. Gregory dice que los salvadores pueden ser bastante razonables y Maggie lo golpea en la cara. En el final de mitad de temporada "Hearts Still Beating", Gregory advierte a Maggie que no permita que su popularidad entre los residentes de Hilltop llegue a su cabeza.
En el estreno de mitad de temporada "Rock in the Road", cuando el grupo de Rick llegan a la colonia Hilltop Rick trata de convencer a Gregory para pelear contra Negan y los salvadores pero este se niega a que su comunidad vaya a pelear, el les dice que su acuerdo anterior es nulo e inválido. "No somos socios comerciales", dice, además de descartar cualquier otra conexión. Jesús lo llama por su comportamiento cobarde y por no ayudar a salvar a la comunidad cuando Maggie y Sasha lo hicieron. Rick insiste en que el grupo puede ganar y cuestiona cómo Gregory quiere vivir. Maggie interviene. Gregory los ha llamado por el nombre equivocado e insiste en que su gente no quiere ayudar y solamente sirven el cultivo cosas, mas no pelear. Tara insiste en que la gente dará un paso adelante, dada una opción. Gregory le impide terminar su oración, aunque admite que estarían mejor sin los salvadores. Daryl lo llama por su boca grande, y le pregunta "o estás con nosotros o no estás" y deja claro que no quiere tener nada que ver con eso y hace que todos se vayan de Hilltop, fingiendo que nunca estuvieron allí o que tuvieron esta reunión. En el episodio "The Other Side", Después de que Simon y un escolta de salvadores se presentaran nuevamente en Hilltop, Gregory les recibe con los brazos abiertos a sus invitados e intento averiguar el motivo de su previa llegada. Siendo la verdadera razón de su visita la necesidad de un nuevo médico en el Santuario; Gregory intento evitar que se llevaran al único médico de la comunidad aunque no logró conseguirlo y una vez fue sometido por las acciones de los salvadores. Viendo que la lealtad de sus seguidores era puesta en duda con la llegada de Maggie y Sasha, Gregory le expresó a Simon sus dudas sobre un problema interno en la comunidad aunque el salvador lo tranquilizó y le dejó en claro que cualquier problema que tuviera se lo solucionaría. En el episodio "Something They Need" Gregory es visto, cuando Maggie deja la comunidad para desenterrar un arbusto de arándanos, Gregory la sigue y se disculpa por su comportamiento hacia ella. Maggie le da un cuchillo para protegerla mientras excava el arbusto y él contempla usarlo en ella al sentirse resentido ya que Maggie continúa tomando una fuerte posición de liderazgo, a lo que Gregory se siente opacado. Sin embargo, cuando los caminantes aparecen, no logra abatir al caminante que lo ataca y Maggie le salva su vida a tiempo.

### Temporada 8
Como se vio en el estreno de la temporada " Mercy" y el episodio "The Big Scary U", Gregory se dirige a la Estación de Satélites y de allí al Santuario después de abandonar la cima de la colina. Gregory se reúne con Negan y sus lugartenientes y le promete que puede ayudar a que Hilltop vuelva a la fila antes de que la Milicia llegue para atacar. Simon llama a Gregory a ordenar a Hilltop que se retire, pero los miembros de Hilltop ignoran la orden de Gregory, en lugar de elegir quedarse con Maggie como su líder sobre Gregory. Simon enfurecido empuja a Gregory por un tramo de escaleras, hiriéndolo. Cuando comienza el ataque, el Padre Gabriel ve a Gregory en peligro y lo rescata de la manada de caminantes. A cambio, Gregory roba el auto de Gabriel y lo abandona para morir. En el episodio "Monsters", Gregory regresa al Hilltop en el auto de Gabriel, donde intenta entrar. Se revela que Kal abandonó a Gregory después de enterarse de sus verdaderos planes y Maggie deduce la cobardía de Gregory después de reconocer el auto de Gabriel. A pesar de esto, Maggie decide permitir que Gregory vuelva a entrar en Hilltop y le dice a Enid que no vale la pena matar a Gregory.. En el episodio "The King, the Widow and Rick," Gregory intenta actuar como asesor de Maggie, pero ella desconfía de él. Como resultado, Maggie encierra a Gregory en la nueva celda construida para los prisioneros salvadores que su milicia capturó. Gregory pasa varios episodios como cautivo en la pluma, intentando negociar su salida pero siendo ignorado en gran parte. En el final de mitad de temporada "How It's Gotta Be", Gregory todavía está en la jaula en la que está encerrado con los salvadores capturados. Cuando Maggie regresa, Gregory trata de hablar con ella acerca de por qué lo encerró, pero Maggie lo calla. Maggie se acerca a la cerca y pide que Dean sea traído de la prisión. Gregory está enojado de que salga, pero está sorprendido de que Maggie lo haya sacado para ejecutarlo.
En el episodio "Dead or Alive Or" Gregory habla con Maggie a través de la cerca de alambre de púas, razonando que debería ser liberado por buena conducta, pero Maggie se niega a dejarlo en libertad. Luego, Alden se acerca a los dos, hablando en nombre del resto de los salvadores e intentando llegar a un acuerdo, sugiriendo que se permita a los prisioneros la libertad supervisada de vez en cuando durante unos minutos cada uno. Una vez más, Maggie se niega y revela que están retirando sus raciones por unos días, para gran sorpresa de los salvadores y Gregory. Más tarde, Maggie regresa al corral de retención y acepta el trato de Alden, permitiendo un máximo de dos salvadores en cualquier momento dado fuera de la pluma para trabajar, hacer ejercicio y si es necesario, atención médica. Gregory, aunque agradecido por su decisión, está preocupado por un ataque inminente de los Salvadores e implora que Maggie considere una evacuación, por temor a perder la guerra. Ella se mantiene fuerte y le dice a Gregory que con todo lo que tienen ahora, hay pocas posibilidades de pérdida. En el episodio "Do Not Send Us Astray," después del ataque de los salvadores, Henry visita la celda con la esperanza de descubrir quién mató a su hermano Benjamín y vengarse de ellos. Gregory se presenta y junto con Alden, intenta abatir a Henry sin éxito. Después de que un prisionero salvador se vuelve repentinamente y comienza a atacar, Jared vence a Henry y la mayoría de los prisioneros salen corriendo. Después de parecer dudar brevemente sobre si ayudar o no a Henry, Gregory elige unirse a los prisioneros de los salvadores para correr en lugar de quedarse para ayudar con la situación en Hilltop. En el episodio "Worth," se revela que Gregory ha regresado al santuario con los salvadores, Gregory intenta sobonear a Simon otra vez y de hecho, se enfrenta a él, lo que hace que Simon cambie de opinión acerca de matar a Gregory. Gregory participa en el intento de golpe de Simon y se libra cuando Negan y sus leales hombres matan a los soldados de Simon. Durante la brutal pelea entre Simon y Negan en donde Negan gana la pelea matando a Simon, durante la pelea de Negan y Simon, Gregory escapa del Santuario con la ayuda de Dwight, quien le da a Gregory un mapa que detalla los planes de Negan para darle a Rick. Gregory regresa a Hilltop y entrega los planes antes de ser encerrado nuevamente. Durante el final de la temporada "Wrath", se menciona que Gregory se quedó atrás en Hilltop cuando los residentes evacuan en lugar de ser llevados con ellos.

### Temporada 9
En el estreno de la temporada «A New Beginning», se revela que Gregory convocó una votación para determinar quién será el líder de Hilltop dentro de los dieciocho meses desde la guerra con los salvadores y ha perdido a favor de Maggie. Ahora aún más enojado y amargado, Gregory se aprovecha de un padre afligido, convenciéndolo de que no haya tenido éxito en la vida de Maggie. Maggie se enfrenta a Gregory, quien intenta matar a Maggie él mismo, pero ella lo domina. Maggie decide ejecutarlo para evitar que algo así vuelva a suceder. Esa noche, Gregory está atado a una horca recién construida y se sienta en un caballo frente a toda la colonia Hilltop, y Rick y Michonne. Mientras suplica su vida, Maggie mira a Gregory, que tiene un lazo alrededor de su cuello y está sentado en un caballo. Gregory le ruega que no lo mate. Aparecen un par de niños y Michonne le grita a Maggie que se detenga, pero es demasiado tarde cuando Daryl golpea el caballo y se va, dejando a Gregory ahorcándose y de esta manera lo lleva a la muerte para sorpresa de todos. El cuerpo de Gregory se balancea de la estructura cuando él muere. Maggie le ordena a Daryl que corte la soga, haciendo que su cuerpo caiga al suelo, dejando a Rick y a Michonne horrorizados.

## Desarrollo y recepción

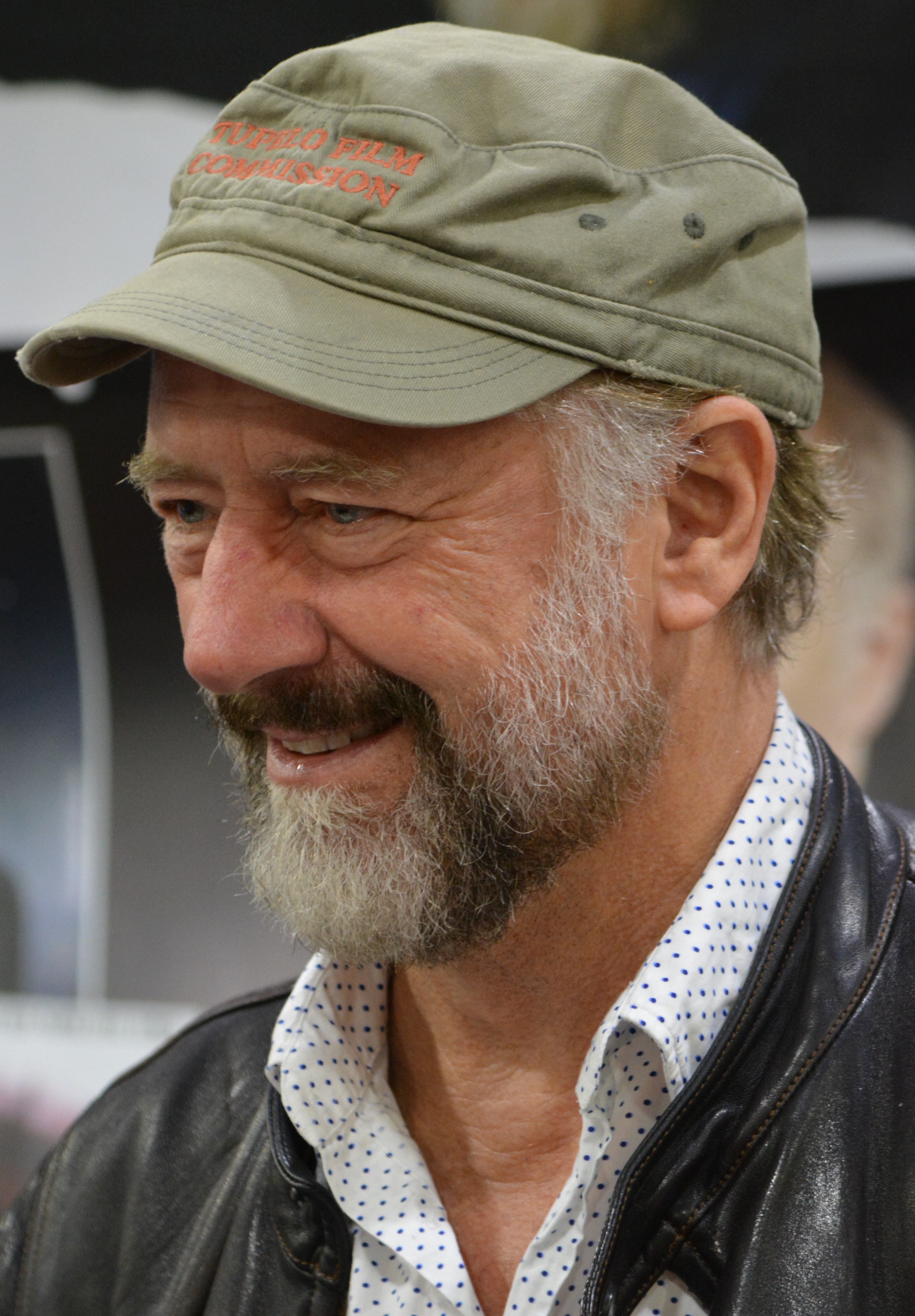
Xander Berkeley interpretó a Gregory

Gregory es interpretado por Xander Berkeley en The Walking Dead en la serie de televisión, comenzando con sexta temporada. En su debut en el episodio de la sexta temporada, Ed Powers de Telegraph.co.uk llamó a Gregory "una criatura cobarde" y "rastrero", comentando: "Gregory fue pintado a grandes rasgos por el veterano actor de televisión Berkeley, un ejemplo más de The Walking Dead transmite a la audiencia cómo se debe sentir acerca de un personaje". Josh Jackson de Paste commento: "Gregory es realmente extraño, y no importa cuán idílico parezca el Hilltop, no lo hago. Creo que es el líder que me gustaría para el apocalipsis zombi. Cualquiera que se presente como "el jefe" y le pide a sus invitados que vayan a lavarse es alguien a quien yo podría dudar en salvar de su propia gente". Tim Surette de TV.com  comentó que Gregory "no perdió el tiempo por ser uno de los personajes más despreciables que la serie ha presentado al babear a toda Maggie y solicitar algunos de sus" servicios "a cambio de algunas zanahorias". Ed Gonzalez de Slant Magazine llamó a Gregory como "Una especie de caricatura perversa de los caballeros del sur. Por lo cual quiero decir que apenas califica como uno".
Para la séptima temporada, Berkeley fue promovido al reparto coprotagónico de la serie.